# Viale Beatrice d’Este
Die Viale Beatrice d’Este ist eine 800 Meter lange Straße in Mailand. Sie ist einen Kilometer von der Piazza del Duomo entfernt, beginnt am Platz Porta Lodovica und endet an der antiken Porta Vigentina. Sie ist eine von Bäumen gesäumte Allee, die in ihrer Fortsetzung mit der Viale Regina Margherita und der Viale Majno verbunden ist. Viale Beatrice d'Este ist Teil des historischen Viertels der Stadt Mailand „Quadronno“ und gehört zu den vier teuersten Vierteln Italiens.
Die Straße ist nach der Prinzessin Beatrice d’Este, Herzogin von Mailand und Ehefrau von Ludovico Sforza, benannt.

## Verkehr
- Santa Sofia Richtung Linate (500 Meter von der Viale Beatrice d'Este entfernt)
- Crocetta (500 Meter von der Viale Beatrice d'Este entfernt)